# 方樹樑
方樹樑（英語：Kenneth Fong Shu Leung，1962年10月2日—），香港男性作曲人、編曲人及音樂監製，曾為新藝寶唱片公司及環球唱片公司藝人及製作部經理，是陳曉東、鄭嘉穎、劉小慧、張柏芝、周勵淇早年指定的唱片監製。

## 背景
方樹樑於九龍黃大仙廉租屋邨南座（現為黃大仙上邨）生活，為家中獨子，小時候的生活比較孤獨，家教嚴厲。方曾是學校童軍。因初中時聆聽舅父的黑膠碟，自此開始對音樂感興趣。另外，又會自行砌一部收音機自娛。方樹樑中學時搬到外婆家中居住，受許冠傑《雙星情歌》的音樂啟發，到窩打老道學習結他，且出外玩樂隊演出。他喜歡理科，數學科和物理科的成績較好。曾就讀九龍聖芳濟書院。中五會考後與同學到「巴洛克音樂學院」學了彈結他兩年。及後參加1986年香港電台十八區業餘歌唱比賽，曾與前小島樂隊成員區新明合作參賽獲得獎項。
方樹樑在十八區業餘歌唱比賽往後開啟創作歌曲道路，同時於在位於香港銅鑼灣伊利莎伯大廈的國際商業機器分公司當電腦維修服務員。此前則在深水埗高登電腦中心開設商舖經營電腦配件生意一年和當結他導師。他任職電腦公司期間認識了韋然，獲對方邀請當其錄音室的舊歌曲（口水歌）監製，為時三至四年。於是正式從事幕後歌曲製作的工作。當時，方接下一大批飛圖唱片等公司的歌曲進行編曲，為其往後自立門戶的事業打下基礎。方樹樑畢業於香港理工大學電腦科學系。他於1988年得到韋然介紹認識「小調歌后」、香港女歌手劉韻的女兒王渭妮，1989年被引薦到寶麗金唱片與她組成二人民歌組合「風之Group」。主要負責創作電子歌曲和演奏樂器，女方就擔任主唱，但不足一年便解散。組合解散後，方曾想與黎瑞恩合組一個新組合，但礙於對方已經與其他公司簽約。他最終未有再於樂壇演出，轉而到幕後跟隨關維麟工作。先當了三個月無薪金的監製助理，再被正式聘請為寶麗金唱片監製，時為1991年。
後來，他與不少歌手合作，亦不時尋找機會嘗試不同類型的音樂創作及表演，務求創作出一些獨特而新派的流行歌曲。1996年以後寶麗金漸漸沒落，加上自己想往外闖。他便於1995年到正東唱片工作。不久於1997年出任新藝寶唱片公司至1999年，陳小寶通知他環球唱片收購了新藝寶唱片，於是邀請他加盟擔任環球唱片公司藝人及製作部經理。方樹樑於2002年因為發覺自己花了太多時間應付行政工作，又牽涉了一些公司人際關係政治問題，以致難以聚焦創作音樂。最後，他選擇跳出框架，重新當上獨立製作人，並且不再參與唱片公司的管理職崗位。當時，他創立「好人有限制作室」，在2002年至2003年間只專心做創作，較少產出。自此之後逐漸增加產出作品。而歌手傅珮嘉和李卓庭也曾是其制作室的成員；後者在出道前經常替他演唱樣本唱片作品。2013年，他跟剛出道不久的歌手羅啟聰，演唱一些節奏清新的歌曲。現時他除了製作音樂之外，他還致力培育具潛質的樂壇新人，是「Q2 STUDIO」的董事。

## 音樂作品

### 風之Group
| 專輯 # | 專輯名稱   | 專輯類型 | 發行公司 | 發行日期  | 曲目 |
| ------ | ---------- | -------- | -------- | --------- | --- |
| 1st    | 迷城少女心 | 大碟     | 寶麗金   | 1989年7月 | 1. 迷城少女心 2. 夢幻王國 3. 愛琴海 - 風之谷 4. 兩種期望 5. 年少的淚 6. 我這樣過了一天 7. 不想太深 8. 青春革命黨 9. 禁城 10. 每個故事 |

## 作品列表
1989年
| | |
| - 風之Group - 迷城少女心（曲、編） - 風之Group - 夢幻王國（曲、編） - 風之Group - 愛琴海-風之谷（曲、編） - 風之Group - 兩種期望（曲、編） - 風之Group - 年少的淚（曲、編） - 風之Group - 我這樣過了一天（曲、編） | - 風之Group - 不想太深（曲、編） - 風之Group - 青春革命黨（曲、編） - 風之Group - 禁城（曲、編） - 風之Group - 每個故事（曲、編） - 關淑怡 - 纏綿不盡（曲、編） |

1991年
|                                                                                                  |                                                             |
| - 周慧敏 - 心裡的對像（編） - 劉小慧 - 迷路天使（編、監） - 劉小慧、周 影、黎瑞恩 - 學生哥（監） | - 關淑怡 - 前後左右（曲、編） - 關淑怡 - 狂野騙子（曲、編） |

1992年
| | |
| - 李克勤 - 紅日（編） - 李克勤 - 黃昏重逢（編） - 周慧敏 - 公開我的愛（編） - 周慧敏 - 歲月的童話（曲、編） - 劉小慧 - 隔世感覺（曲、編、監） - 劉小慧 - 紫色百合（編、監） - 劉小慧 - 驚夢（監） - 劉小慧 - 寂寞第三者（監） - 劉小慧 - 飄遠飄近（監） | - 劉小慧 - 我懷念著一片雲彩（監） - 劉小慧 - 歌（監） - 劉小慧 - 來吧（監） - 劉小慧 - 夜心邪（監） - 劉小慧 - 分手的藉口（監） - 黎瑞恩 - 別偷去我的夢（編） - 黎瑞恩 - 瑞恩行動（曲、編） - 蔡國權 - 世事如棋（編） - 蔡國權 - 最後一次（編） |

1993年
| | |
| - 周慧敏 - 悲哀搖擺（編） - 草 蜢 - 寶貝對不起（編） - 草 蜢 - Gala Gala Happy（編） - 湯寶如 - 全為了心痴（編） - 劉小慧 - 今宵不想告別（編、監） - 劉小慧 - 永遠的心痛（監） - 劉小慧 - 聽風的詩篇（監） - 劉小慧 - 別在深秋月時時（監） - 劉小慧 - 急色鬼，愛出位（編、監） - 劉小慧 - 請趕走雨天（監） - 劉小慧 - 伊人獨憔悴（監） - 劉小慧 - 離別太陽西沉時（曲、監） - 劉小慧 - 青春街口（監） - 劉小慧 - 一天48小時（監） | - 劉小慧 - 風中的夢（監） - 劉小慧、鄭嘉穎 - Till The End Of Time（編、監） - 鄭嘉穎 - 曾在夢中戀愛（監） - 鄭嘉穎 - 迷失的女孩（監） - 鄭嘉穎 - 愛妳還是放開妳（編、監） - 鄭嘉穎 - 情迷五月天（監） - 鄭嘉穎 - 我是一個不懂傾訴的對象（監） - 鄭嘉穎 - 小炸彈（曲、編、監） - 鄭嘉穎 - 分分鐘記起（監） - 鄭嘉穎 - 一千個願意（編、監） - 黎瑞恩 - 等到今夜（曲、編） - 黎瑞恩 - 放下了心事（編） - 黎瑞恩 - 還欠缺些甚麼（編） - 黎瑞恩、劉小慧 - 說愛談情（曲、編） |

1994年
| | |
| - 王馨平、湯寶如、鄭嘉穎 - 飛出戀愛街（編、監） - 周慧敏 - 假裝（編） - 湯寶如 - 緣份的天空（西雅圖的失眠人）（編） - 湯寶如 - 為何不可一生愛你（編） - 湯寶如 - 錯在我是女人（編） - 湯寶如 - 你是我未來（曲、編） - 劉小慧 - 改！改！（愛戀革命）（曲、編、監） - 劉小慧 - 就算世事風氣轉......（監） - 劉小慧 - 怎會是沒有可能（監） - 劉小慧 - 一起走到明天（編、監） - 劉小慧 - 多看一眼（監） - 劉小慧 - Do Re Me Fa So（編、監） - 劉小慧 - ＋－×÷（監） - 劉小慧 - 無論那一天（監） - 劉小慧 - 戀愛的渴望（曲、編、監） - 劉小慧 - 忘記我（監） - 劉小慧 - 讓我變壞七分鐘（曲、編、監） - 劉彩玉 - 還在眷戀你（曲、編） - 鄭嘉穎 - 全因身邊有你（監） - 鄭嘉穎 - 秋天的籃球場（監） - 鄭嘉穎 - 不再相見（監） - 鄭嘉穎 - 聽話（曲、編、監） | - 鄭嘉穎 - 可否不講你要走（監） - 鄭嘉穎 - 最後一次跟你告別（監） - 鄭嘉穎 - 無名字的臉（監） - 鄭嘉穎 - 深情相約（監） - 鄭嘉穎 - 願望在星空那裏（監） - 鄭嘉穎 - 光輝的天空（編） - 鄭嘉穎 - 夢想國（監） - 鄭嘉穎 - 失戀心情O-A-O（監） - 鄭嘉穎 - 分開方知這是愛（編、監） - 鄭嘉穎 - 其實我只暗戀你（編、監） - 鄭嘉穎 - 愛你多一點（監） - 鄭嘉穎 - 只有想你才開心（編、監） - 鄭嘉穎 - 冰冷的夏季（編、監） - 鄭嘉穎 - 衝動戀火（監） - 鄭嘉穎 - 愛在無限量的光陰（監） - 鄭嘉穎 - 在你需要我時（監） - 黎 明 - Goodbye My Love（編） - 黎 明 - 草戒指（編） - 黎瑞恩 - 留不住（編） - 黎瑞恩 - 你愛我甚麼（編） - 黎瑞恩 - 超人小子（曲、編、監） |

1995年
| | |
| - 吳君如 - 年中無憂（編、監） - 吳君如 - 回憶糉是溫柔的（監） - 吳君如 - 識做識玩（監） - 吳君如 - 情人處處吻（監） - 李樂詩 - 自己騙自己（編） - 周慧敏 - 新相識 舊情人（編） - 周慧敏 - 會錯意（編） - 康 賢 - 星光即將消失（曲、編） - 張學友 - 多麼的需要你（多麼拉丁版）（編） - 陳百祥 - 是是非非是是非（編） | - 陳 琪、鄭家麒、吳銘聰 - 地厚天高（編） - 陳慧嫻 - 飄（編） - 陳慧嫻 - 一夢半醒（編） - 陳曉東 - 你有你意思（編） - 鄭嘉穎 - 留給心愛（編、監） - 鄭嘉穎 - 地獄戀曲（曲、編、監） - 鄭嘉穎 - 子戲（曲、編、監） - 關淑怡 - 他需要你，她需要你（編） |

1996年
| | |
| - 陳百祥 - 運財至叻星（編） - 陳百祥 - 錫錫自己（編） - 陳百祥 - 馬照跑（編） - 陳百祥 - 運財至叻星（遊戲版）（編） - 陳 琪 - 琪女子（曲、編、監） - 陳 琪 - 沒有雨傘的人（監） - 陳 琪 - 隱形（監） - 陳 琪 - 過熱（曲、編、監） - 陳 琪 - 鄰家女孩（監） - 陳建穎 - 第八天（監） - 陳慧琳 - 傾倒（曲、編、監） - 陳慧嫻 - 拉鋸（編） | - 陳曉東 - 了解你的所有（編、監） - 陳曉東 - 風吹草動（監） - 陳曉東 - 愛上你之後（編、監） - 陳曉東 - 別去的天空（編、監） - 陳曉東 - 請你想起我（監） - 陳曉東 - 溫暖的家（房屋署之歌）（監） - 陳曉東 - 了解你的所有（Remix）（編、監） - 陳曉東 - 不一樣的眼睛 - 陳曉東 - 結他 - 陳曉東 - 車尾廂 - 鄭中基 - 玫瑰吻（編、監） |

1997年
| | |
| - 李樂詩 - 小小女子半邊天（曲、編、監） - 胡蓓蔚 - 多多（曲、編、監） - 陳慧琳 - 終有一天會遇見（監） - 陳慧琳 - 甦醒（編、監） - 陳慧琳 - 心太軟（編、監） - 陳慧嫻 - 飄（國）（編） - 陳潔儀 - 失蹤（監） - 陳曉東 - 特權份子（曲、編、監） - 陳曉東 - 白日夢（編、監） - 陳曉東 - 心理遊戲（曲、編、監） - 陳曉東 - 甚麼吸引（曲、編、監） - 陳曉東 - 迷魂（曲、編、監） - 陳曉東 - 沒線風箏（曲、編、監） | - 陳曉東 - 妳懂就好（編） - 陳曉東 - 一秒鐘都太久（編） - 陳曉東 - 心理遊戲（國）（曲、編） - 陳曉東 - 意亂情迷（曲、編） - 陳曉東 - 心的接觸（曲、編、監） - 陳曉東 - 佔領（曲、編、監） - 陳曉東 - 等著你開口（編、監） - 陳曉東 - 心理遊戲（Psychedelic Remix）（曲、編、監） - 楊千嬅 - 友誼萬歲（編、監） - 楊千嬅 - 薄荷味（曲、編、監） - 楊千嬅 - 想偷你（編、監） - 鄭中基 - 相對論（曲、編、監） - 關淑怡 - 傳染（編） |

1998年
| | |
| - 李樂詩 - 有你有轉機（編、監） - 許志安 - 想怎麼樣（編、監） - 許志安 - 生銹（編、監） - 許志安 - 天堂（曲、編、監） - 許志安 - 有此一朝（監） - 張裕東 - 兒童是世界上最快樂的人兒（編） - 陳慧琳 - 心太軟（Remix）（編、監） - 陳慧嫻 - 相戀300小時（編） | - 陳潔儀 - 捉迷藏（曲、編、監） - 陳潔儀 - 傷愛（監） - 陳潔儀 - 緣份網開了（曲、編、監） - 陳曉東 - 抓夢（曲、編、監） - 陳曉東 - 難以形容（監） - 陳曉東 - 愛我一小時（曲、編、監） - 陳建穎 - 快樂 Cha Cha Cha（曲） |

1999年
| | |
| - 陳慧嫻 - 正是愛（監） - 陳慧嫻 - 甚麼都想要（編、監） - 陳慧嫻 - 山手線（監） - 陳慧嫻 - 靈犀（編、監） - 陳慧嫻 - 長情（編、監） - 陳慧嫻 - 流水行雲（曲、編、監） - 陳慧嫻 - 想算命（曲、編、監） - 陳慧嫻 - 明天已是下世紀（編、監） - 陳慧嫻 - 甚麼都想要（Not As Sad Version）（監） - 陳曉東 - 特務（國）（曲、編、監） - 陳曉東 - 最佳男朋友（曲、編、監） | - 陳曉東 - 特務 The Spy Who Loves Me（曲、編、監） - 陳曉東 - 從心愛你（曲、編、監） - 陳曉東 - 這就是生活（C'est la Vie）（曲、編、監） - 陳曉東 - 簡約主義（曲、編、監） - 陳曉東 - 失陪（曲、編、監） - 陳曉東 - 愛情陷阱（編、監） - 陳曉東 - 特務（Remix）（曲、編、監） - 陳曉東 Feat. 張柏芝 - 東芝月色（曲、編、監） - 鄭中基 - 再鍛鍊（有發現）（曲、編、監） - 譚詠麟、張學友、鄭中基 - 感激（監） |

2000年
| | |
| - 丁菲飛 - 長恨歌（監，與張碩嵐合作） - 丁菲飛 - 清平調（監，與張碩嵐合作） - 何潤東 - Hey! Lover（監） - 何潤東 - 假動作（監） - 何潤東 - 最低消費（監） - 何潤東 - 醉生夢（監） - 何潤東 - 罕有（監） - 何潤東 - 我偏心（監） - 何潤東 - 那年十七歲（監） - 何潤東 - 戀愛這樣怪（監） - 何潤東 - 我要投降（監） - 何潤東 - 普通人（監） - 李克勤 - 眼眉（編） - 李蕙敏 - 男兒不再負深情（監，與張碩嵐合作） | - 李蕙敏、丁菲飛 - 霓裳羽衣（監，與張碩嵐合作） - 車婉婉 - 愛比星更多（曲、編、監） - 車婉婉 - 別說愛到天荒（曲、編、監） - 張柏芝 - 救生圈（曲、編、監） - 陳曉東 - 不想睡（監） - 陳曉東 - 多留一會（編、監） - 陳曉東 - 激素（編、監） - 漢 洋 - 借醉（監） - 譚詠麟 - 一千種記憶（監） - 譚詠麟 - 約你（監） - 譚詠麟 - 親愛是疼（監） - 譚詠麟 - 祇想你關心（監） - 譚詠麟、丁菲飛 - 萬里白雲萬里路（監，與張碩嵐合作） |

2001年
| | |
| - 李克勤 - 血脈沸騰（編、監） - 李克勤、丁菲飛 - 是時候去愛（監） - 張栢芝 - 不相愛的好處（監） - 張栢芝 - 最新形象（曲、編、監） - 張栢芝 - 免費試聽（監） - 張栢芝 - 誇張一夜（監） - 張栢芝 - 吻著道歉（監） - 張栢芝 - 他不配愛我（曲、編、監） - 張栢芝 - 最新形象（Whisper Mix）（曲、編、監） - 張燊悅 - 上帝愛我（曲、編） | - 傅珮嘉 - 少女革命（曲、編、監） - 傅珮嘉 - 一對人（編、監） - 傅珮嘉 - 上帝別愛我（曲、編、監） - 傅珮嘉 - 害怕（監） - 傅珮嘉 - 女子公寓（編、監） - 黃伊汶 - 末了（曲、編、監） - 黃伊汶 - 不夠（監） - 環球唱片群星 - 同步過冬（曲、監） |

2002年
| |                                                                                       |
| - 王秀琳 - 獨立品牌（曲） - 張栢芝 - 昨天的我戀上明天的你（監） - 傅珮嘉 - 愛上足球小將（編、監） - 黃伊汶 - 香薰浴（曲、編、監） | - 黃伊汶 - 我不怕黑（監） - 黃伊汶 - 人．情．味（監） - 黃伊汶 - 天使愛美麗（編、監） |

2003年
| | |
| - Boy'z - 玻璃少女（編、監） - Boy'z - Girls（編、監） - Boy'z - 少年成熟記事簿（編、監） - Double.R - Magic（編） - Shine - 天又藍紀念中學（曲、編） - Steven - 甩繩馬騮（編、監） - Twins - 女朋友（編） - 方皓玟 - 對味的人（編、監） - 方皓玟 - 女人不是貓（編、監） - 吳浩康 - 38廿四（編） - 吳展濠 - 如果我說（監） - 吳展濠 - 眼淚為你流2003（編、監） - 吳展濠 - 眼淚為你流2003（國）（編、監） | - 吳展濠、李彩樺 - 差點說愛你（編、監） - 傅珮嘉 - 靚湯（編、監） - 傅珮嘉 - 垃圾筒（編、監） - 傅珮嘉 - 一支煙的時間（編、監） - 傅珮嘉 - 如果這算拍拖（編、監） - 傅珮嘉 - 踩鋼線（編、監） - 傅珮嘉 - 反思（監） - 傅珮嘉 - 上一課（曲、編、監） - 趙頌茹 - 成人玩意（曲） - 鄭希怡 - 要我還是要她（曲、編） - 鄭希怡 - 好...（曲、編） - 關心妍 - 拖男帶女（編、監） - 關心妍 - 捉不住的一個人（編） |

2004年
| | |
| - Boy'z - 去邊道（曲、編、監） - Boy'z - 我愛香港仔（監） - Boy'z - 情陷百老匯（編、監） - Boy'z - 迷失東京（監） - Boy'z - 皇室堡主（監） - Boy'z - 你是我的潮流特區（曲、編、監） - Boy'z - 信和忠心（監） - Boy'z - 男生圍（監） - Boy'z - 手足（監） - Boy'z - I love rock'n roll（編、監） - Boy'z - 跳班生（編、監） - Boy'z - 天下無敵（曲、編、監） - Boy'z - 回歸線（監） - Boy'z - U2（監） - Boy'z、劉思惠 - Girls（Girls & Boy'z Mix）（編、監） - I Love You Boyz - Miss Miss埋鏡試試（監） - I Love You Boyz - 個頭痕唔痕呀？！（監） - I Love You Boyz - 我我我我我有胸部（監） - I Love You Boyz - 出街要帶爸爸（監） - I Love You Boyz - 十蚊三個（監） - I Love You Boyz - 歡迎使用人民幣（監） - I Love You Boyz、Boy'z - 差人！咪郁！（監） | - I Love You Boyz、Twins - Good Morning Class（編、監） - I Love You Boyz Feat. 林一峰 - 一加一等於二（監） - Kenny@Boy'z - 眼紅館（監） - Steven@Boy'z - 迪士尼見（監） - Twins、Boy'z、梁洛施 - 超時空接觸（編、監） - 容祖兒 - 一拍兩散（曲、編） - 梁詠琪 - 給最開心的人（編、監） - 傅珮嘉 - 前戲（編、監） - 傅珮嘉 - 拖肥先生（編、監） - 傅珮嘉 - 一夜成名（編、監） - 傅珮嘉 - 歌（監） - 傅珮嘉 - 魔女の吻（曲、編、監） - 傅珮嘉 - 借借（編、監） - 傅珮嘉 - 黑貓（監） - 傅珮嘉 - 大將之風（編、監） - 傅珮嘉 - 螞蟻（編、監） - 傅珮嘉 - 白麵包（監） - 傅珮嘉 - 魔女の吻（Piano Version）（曲、編、監） - 薛凱琪 - 奇洛李維斯回信（曲、編） - 關心妍 - 慘得過我（曲、編、監） - 關心妍 - 好得過我（曲、編、監） |

2005年
| | |
| - 吳卓羲 - 愛馬仕小姐（監） - 吳卓羲 - 過三關（監） - 吳卓羲 - 別人問起（監） - 吳卓羲 - 1+1=2（監） - 吳浩康 - 613（曲、編） - 李逸朗、蔣雅文 - 傷對論（監） - 李逸朗、蔣雅文 - 傾偈（監） - 李逸朗、蔣雅文 - 在校園渡假（監） - 李逸朗、蔣雅文 - 丁香花（監） - 周麗淇 - 可惜他有女朋友（求愛版）（曲、編、監） - 周麗淇 - 好人難做（曲、編、監） - 周麗淇 - 龜兔戀（監） - 周麗淇 - 要風得風（曲、編、監） - 周麗淇 - 月光之吻（編、監） - 周麗淇 - 可惜他有女朋友（曲、編、監） | - 周麗淇 - 明天我要嫁給誰（曲、編、監） - 梁雨恩 - 全世界失戀（曲、編） - 梁靖琪 - 熊之戀人（曲、編、監） - 傅珮嘉 - 魘（編、監） - 葉宇澄 - 達文西密碼（監） - 葉宇澄 - 潘朵拉的盒子（監） - 葉宇澄 - 瑪莉與偉業（監） - 葉宇澄 - 瑪莉蓮妒忌東方女生（監） - 葉宇澄 - 聖士提反舊生會校園搖滾（編、監） - 葉宇澄 - 舒特拉的名單（監） - 葉宇澄 - 玩具兵（曲、編、監） - 鄧穎芝 - 霎眼嬌（曲、編、監） - 薛凱琪 - 水（曲、編） - 關心妍 - 思念（編、監） - 關心妍 - 來者不拒（曲、編、監） |

2006年
| | |
| - I Love You Boyz - Hey!艾粒電視台真係有符Fit呀!（曲、編、監） - I Love You Boyz - 娜娜奈奈（曲、編、監） - I Love You Boyz - 爆裂戰隊（監） - Sun Boy'z - My Lady（監） - 李逸朗、蔣雅文 - 相約在那座橋（曲、監） - 李逸朗、蔣雅文 - 緋聞男女（監） - 周麗淇 - 傻笑最好（監） - 周麗淇 - 不怕意外的女子（監） - 周麗淇 - 從前他對我好些（監） - 周麗淇 - 上海人（曲、編、監） - 葉宇澄 - 問候你的天使（編、監） - 葉宇澄 - 祝我永遠失戀（編、監） - 葉宇澄 - 生命歷奇（曲、編、監） - 葉宇澄 - 玩具兵（Toy Story Mix）（曲、編、監） - 葉宇澄 - 達芬奇密碼（監） | - 葉宇澄 - 缺水的愛情（監） - 葉宇澄 - 佳佳或小菲（監） - 葉宇澄 - 尤金的祈禱（曲、編、監） - 葉宇澄 - 芳芳（監） - 葉宇澄 - 老夫子（曲、編、監） - 葉宇澄 - 佩佩（監） - 葉宇澄 - 石頭祭（編、監） - 葉宇澄 - 哈比族（監） - 鄧穎芝 - 一個人的浪漫（監） - 謝文雅 - 我要成名（曲、編、監） - 謝文雅 - 火（曲、編、監） - 關心妍 - 粉筆字（編、監） - 關心妍 - 差一分鐘（十時）（監） - 關心妍 - 鉛筆字（編、監） - 關智斌 - 仲夏夜之夢（曲） |

2007年
| | |
| - 李卓庭 - Morning娘（曲、編、監） - 李卓庭 - 撇低你（曲、編、監） - 李卓庭 - 手鎗與紅玫瑰（曲、編、監） - 李卓庭 - 地獄少女（監） - 李卓庭 - 忘記密碼（監） - 范萱蔚 - 你是我的石頭（監） - 范萱蔚、林 泳 - 邊愛邊罵（監） | - 葉宇澄 Feat. 傅珮嘉 - 亂世兒女（編、監） - 蔣雅文 - 記得第一次嗎（曲、編） - 鄧穎芝 - 幼稚戀（監） - 謝文雅 - 請我代言（曲、編、監） - 謝文雅 - 給我十個分手的理由（曲、編、監） - 關智斌 - 世界花園（編） |

2008年
| | |
| - HotCha - 八八伴（曲） - 李卓庭 - 失眠幻想曲（監） - 李卓庭 - 人釘人（監） - 李卓庭 - 工作狂人（編、監） - 李卓庭 - 響（曲、編、監） | - 李卓庭 - 眼花（編、監） - 高皓正 - 相戀有罪（監） - 郭穎橋 - 兩生花（曲、編、監） - 裕 美 - 苛索（監） - 裕 美 - 夜神月（曲、編、監） |

2009年
| | |
| - 李卓庭 - 不愛名牌（監） - 李卓庭 - All is fine（監） - 李卓庭 - 男孩一次（曲、編、監） - 李卓庭 - 連環分手（曲、編、監） - 李卓庭 - 我要說一次（監） | - 周麗淇 - 天梯（監） - 郭穎橋 - 好痛呢...（曲、編、監） - 郭穎橋 - 像個女孩一樣（編、監） - 戴夢夢、趙碩之、尹蓁晞、陳若嵐 - 動漫女神（監） |

2010年
| | |
| - Charcoal - 脈搏（監） - 亢帥克 - 王者哀歌（曲、編、監） - 亢帥克 - 誰負誰錯（曲、編、監） - 李卓庭 - 美麗二線（曲、編、監） - 李卓庭 - 噴火女（曲、編、監） | - 李卓庭 - 是精神還是病（監） - 李卓庭 - 我等你下來（監） - 李 蘊、劉欣宜 - Mister（編） - 紅色力量 - 戇男（編、監） - 陳奕迅 Feat. 莫文蔚 - 我杯茶（曲、編） |

2011年
|                         |                                            |
| - 紅色力量 - 羅賓（監） | - 鍾舒漫 - World Without You（曲、編、監） |

2012年
| | |
| - 亢帥克 - 十年未晚（編、監） - 亢帥克 - 習慣（監） - 李 蘊 - 沿途有你寵愛（編） - 洪 - 睇下點（曲、編、監） - 洪 - 微友（曲、編、監） - 洪 - 我不是喬布斯（曲、編、監） - 洪 - 男人要小心（曲、編、監） - 洪 - 再見女皇（曲、編、監） - 傅珮嘉 - To-get-her（曲、編、監） | - 賈曉晨 - 人人搬屋（編、監） - 賈曉晨 - 花田地（編、監） - 蔚雨芯 - Missing You（編、監） - 蔚雨芯 - Raining（編、監） - 蔚雨芯 - 愛在深秋（編、監） - 蔚雨芯 - Why Don't You Feel Me（編、監） - 蔚雨芯 - 心裡愛（編、監） - 譚詠麟、彭健新、王宗堯 - 理直氣柔（編） |

2013年
|                                  |                               |
| - HEROZ - 蘋果樹上的橙（編、監） | - 賈曉晨 - 藥到病除（編、監） |

2014年
| |                                                                                               |
| - 賈曉晨 - 流浪者之歌（監） - 賈曉晨 - 閃亮的翅膀（曲、編、監） - 賈曉晨 - 今生他世不遇上（編、監） - 賈曉晨 - 如果就是你（監） | - 賈曉晨 - Singing123（監） - 賈曉晨 - 環遊世界進行曲（監） - 賈曉晨、樊少皇 - 平衡宇宙（監） |

2015年
| |                                                             |
| - K.I.S. - 東角遊民（曲、編、監） - K.I.S. - 東角遊民（在春天Remix）（曲、編、監） - K.I.S. - 荔枝山Rocky（編、監） | - K.I.S. - 日落塔門（曲、編、監） - 陳慧敏 - 始終（編、監） |

2016年
|                                                                              |                       |
| - K.I.S. - 牧羊少年 獅子山（曲、編、監） - 好德兄弟 - 火氣尚在（曲、編、監） | - 成鎵羽 - 明天（監） |

2017年
|                                                                             |                                                        |
| - K.I.S. - 衰仔大學（曲、編、監） - K.I.S. - 小學雞不應談戀愛（曲、編、監） | - 麥晴茵 - Dude（曲、編、監） - 劉 均 - 愛的顏色（監） |

2018年
|                                            |                               |
| - 張彥博 - 堅持（監） - 劉 均 - 呼吸（監） | - 鄭世豪 - 有心無力（編、監） |

2019年
|                                       |  |
| - 葉文輝 - 你是你本身的傳奇（編、監） |  |

2020年
|                                                                       |                                             |
| - 唐浩嘉 - 一刻女生（曲、編、監） - 唐浩嘉 - 情人傳心術（曲、編、監） | - 陶枳樽、羅啟聰 - 分隔開存在（曲、編、監） |

2021年
|                                                      |                                                       |
| - BOP天堂鳥 - 今生不再（監） - 唐浩嘉 - 花非花（監） | - 葉文輝 - 心裡日記（監） - 鄭世豪 - 如何掉眼淚（監） |

2022年
|                                                   |                       |
| - ANSONBEAN、Kayan9896、林千渟 - 作動小愛戀（監） | - 郭浩皇 - 想想（監） |

2024年
|                               |  |
| - CHLOE 熙諭 - 塵土（編、監） |  |

2025年
|                                       |  |
| - CHLOE 熙諭 - 倒數中的告別（編、監） |  |

## 參與節目
- 2021年：聲夢傳奇（無綫電視）

## 外部連結
- 方樹樑的Instagram帳戶
- 方樹樑的新浪微博